# Burning Rain
I Burning Rain sono un gruppo heavy metal fondato a Los Angeles nel 1999.

## Storia
I Burning Rain vennero fondati nel 1999 da Doug Aldrich, che aveva lavorato precedentemente per i Bad Moon Rising e dal cantante Keith St. John che invece aveva suonato con i Medicine Wheel a cui si aggiunsero l'ex batterista degli Steelheart Alex Macarovich ed il bassista Ian Mayo.
Collaborarono con l'etichetta giapponese Pony Canyon per cui uscirà l'omonimo Burning Rain nel marzo 1999 ed in seguito Pleasure to Burn e pubblicato il 20 settembre del 2000
Il batterista Alex Macorovich abbandonò la formazione nell'aprile 2001, ma il suo posto non vemme occupato stabilmente da nessun nuovo membro. Nel gennaio 2002 Aldrich scelse i Dio e St. John collaborò con i Montrose
Nel 2004 si parlò di un nuovo album ma tale progetto non trovò finalizzazione.
Nel 2013 esce il nuovo album Epic Obsession.

## Formazione

### Formazione attuale
- Keith St. John - voce (1999-oggi)
- Doug Aldrich - chitarra (1999-oggi)
- Brad Lang – basso (2018-oggi)
- Blas Elias – batteria (2018-oggi)

### Ex componenti
- Ian Mayo - basso (1999-2017)
- Alex Macarovich - batteria (1999-01)

### Turnisti
- Chris Frazier - batteria (1999, 2001)
- Unity - tastiere (1999, 2001)
- Jackie Ramos - batteria (2001)
- Ed Roth - tastiere (2001)

## Discografia
- 1999 - Burning Rain
- 2000 - Pleasure to Burn
- 2013 - Epic Obsession
- 2019 - Face the Music